# Cantone di Playas
Il Cantone di Playas è un cantone dell'Ecuador che si trova nella Provincia del Guayas.
Il capoluogo del cantone è Playas.